# OX40L
OX40L je ligand za CD134. On je izražen na ćelijama poput DC2s (pod-tip dendritskih ćelija) i omogućava amplifikaciju Th2 ćelijske diferencijacije. OX40L se takođe obeležava sa CD252 (klaster diferencijacije 252).

## Spoljašnje veze
- OX40L+Protein на 
- TNFSF4+protein,+human на 